# 차이후잉역
차이후잉역(중국어: 菜户营站)은 중국 베이징시 펑타이구 타이핑차오 가도의 리쩌금융상무구 리쩌로·리우춘로 교차로에 위치한 베이징 지하철 14호선의 지하철역이다. 14호선은 리쩌 상무구역 구간 공사가 지연되어 동쪽과 서쪽 구간으로 나누어져 이 역을 일시적으로 이용할 수 없었고, 2021년 12월 31일에 개통되었다.

## 역 구조

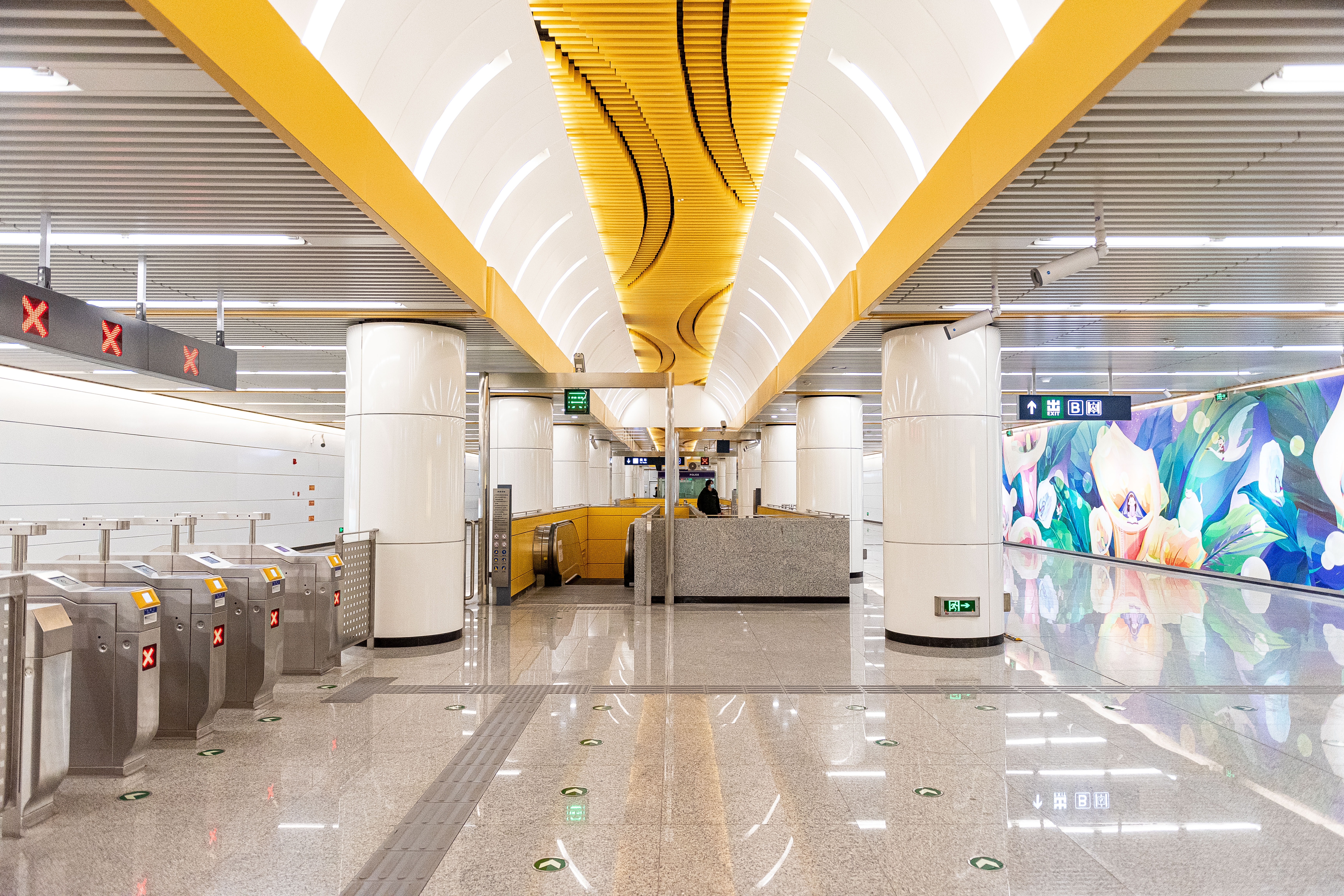
대합실

역사는 길이 202.8m, 건축면적 11,972.9㎡의 1면 2선 섬식 승강장 구조의 지하역으로 서쪽에서 동쪽으로 개방형 3층 구간, 지하 2층 구간 등 3개 부분으로 나누어진다. 대합실 바닥에는 벽화 "동진화어《童真花语》"가 전시되어 있다.
역 건설 공정은 베이징시 건설위원회로부터 2015년 만리장성 컵 프로젝트 금상을 수상했다.

### 층별 구조
| 지면            | 가도                            | A-B출입구                           |
| 지하 1층        | 대합실                          | 고객 센터, 자동 발권기, 출입 게이트 |
| 지하 2층 승강장 | ←                               | ■ 14호선 장궈좡 방면 (리쩌 상무구)  |
| 지하 2층 승강장 | 섬식 승강장, 왼쪽 출입문이 열림 |                                     |
| 지하 2층 승강장 | →                               | ■ 14호선 산거좡 방면 (시톄잉)       |

## 출입구
이 역에는 2개의 출입구가 있으며, 그 중 A출입구는 리쩌로의 남쪽에 위치하고 B출구는 리쩌로의 북쪽에 위치한다.
|                         |                |                                       |      |             |
| 출구                    | 지시           | 출구 인근                             | 사진 | 무장애 시설 |
| 出口 · A                | 리쩌로(丽泽路) |                                       |      | 빈칸        |
| 出口 · B                | 리쩌로(丽泽路) | 리우춘로(柳村路), 옌청 빌딩(盐城大厦) |      |             |
| 아이콘 설명: 엘리베이터 |                |                                       |      |             |